# Jean-Jacques Barthe
Pour les articles homonymes, voir Barthe.
Jean-Jacques Barthe, né le 27 juin 1936 à Calais et mort dans la même ville le 10 juin 2022, est un homme politique français. Membre du Parti communiste français, il est maire de Calais et député du Pas-de-Calais.

## Biographie
Jean-Jacques Barthe naît le 27 juin 1936 à Calais. À partir de 14 ans, il est élevé par sa grand-mère après le décès de sa mère.
Titulaire du baccalauréat, il entre à l'École normale d'Arras en 1954, puis enseigne en tant qu'instituteur non loin de Calais ou dans la ville même.
En 1956, il se marie avec Madeleine Duel. Le couple a deux enfants.
Il adhère en 1961 au Parti communiste français, dont il devient membre du bureau de la section locale en 1963. 
Il est conseiller municipal de Calais à partir de mars 1969 et élu maire de cette ville en mars 1971. Après avoir exercé cette fonction pendant une trentaine d'années, il démissionne le 27 mars 2000,.
Il est élu député (PCF) du 11 mars 1973 au 14 mai 1988. Il fut également membre du conseil général du Pas-de-Calais.
Il meurt à Calais le 10 juin 2022 à l'âge de 85 ans.

## Décoration
- Chevalier de l'ordre national du Mérite (2001)[6].